# Steaua Bukarest (Handball)
Steaua Bukarest (rumänisch: Clubul Sportiv al Armatei Steaua București, auf Deutsch Armeesportklub Stern Bukarest) ist ein rumänischer Handballverein aus der Hauptstadt Bukarest.
Die Handballabteilung des am 7. Juni 1947 gegründeten Vereins CSA Steaua Bukarest ist die erfolgreichste des Landes im Männerbereich. Mit 28 Meistertiteln ist Steaua unangefochtener Rekordmeister der Liga Națională. Dazu kommen sieben nationale Pokalsiege. International stehen zwei Siege im Europapokal der Landesmeister (1968, 1977) zu Buche. In jüngerer Zeit steht der Sieg im EHF Challenge Cup 2006 als Anfang einer Reihe von neuen rumänischen Erfolgen im Europapokal.

## Erfolge
- Rumänische Meister (Liga Națională): 28
  - 1963, 1967, 1968, 1969, 1970, 1971, 1972, 1973, 1974, 1975, 1976, 1977, 1979, 1980, 1981, 1982, 1983, 1984, 1985, 1987, 1988, 1989, 1990, 1994, 1996, 2000, 2001, 2008
- Rumänischer Pokal: 9
  - 1981, 1985, 1990, 1997, 2000, 2001, 2007, 2008, 2009
- Europapokal der Landesmeister: 2
  - 1968, 1977
- EHF Challenge Cup: 1
  - 2006

## Bekannte ehemalige Spieler
- Ștefan Birtalan
- Alexandru Buligan
- Alexandru Dedu
- Cezar Drăgăniță
- Marian Dumitru
- Cristian Gațu
- Gheorghe Gruia
- Josef Jakob
- Nicolae Munteanu
- Cornel Oțelea
- Hansi Schmidt
- Vasile Stîngă
- Radu Voina
- Werner Stöckl
- Otto Tellmann
- Dumitru Berbece
- Gabriel Kicsid